# Super Champion
Super Champion est un jeu télévisé monégasque créé par José Sacré, animé par Max Lafontaine et diffusé chaque soir de 18h15 à 18h35 sur Télé Monte-Carlo du 1er octobre 1980 à juin 1986.

## Principe du jeu
Ce jeu fut le second jeu télévisé par ordinateur créé et diffusé en Europe, après Léo contre tous sur RTL Télévision.
De jeunes collégiens âgés de 12 à 14 ans affrontent par téléphone depuis chez eux un ordinateur Atari et doivent découvrir des objets cachés derrière des cases.
Les deux meilleurs candidats de la semaine se retrouvaient pour la finale le samedi en direct à 18h sur le plateau de TMC et le gagnant repartait avec un ordinateur Atari.